# U-69593
U-69,593 je lek koji deluje kao potentan i selektivan agonist κ1-opioidnog receptora. Bilo je pokazano u životinjskim studijama da proizvodi analgetičke, antiinflamatorne, i anksiolitičke efekte (u niskim dozama), kao i respiratornu depresiju, i diurezu, dok ima malo uticaja na gastrointestinalnu motilnost. On takođe inhibira perifernu sekreciju oksitocina i vazopresina kod pacova, mada ne proizvodi tu vrtu efekta u centralnom nervnom sistemu.

## Literatura
1. 1 2 3  La Regina A, Petrillo P, Sbacchi M, Tavani A (1988). „Interaction of U-69,593 with mu-, alpha- and kappa-opioid binding sites and its analgesic and intestinal effects in rats”. Life Sciences. 42 (3): 293—301. PMID 2826959.
2. ↑  Frey HH (1988). „Effect of mu- and kappa-opioid agonists on the electroconvulsive seizure threshold in mice and antagonism by naloxone and MR 2266”. Pharmacology & Toxicology. 62 (3): 150—4. PMID 2836842.
3. ↑  Zukin RS, Eghbali M, Olive D, Unterwald EM, Tempel A (1988). „Characterization and visualization of rat and guinea pig brain kappa opioid receptors: evidence for kappa 1 and kappa 2 opioid receptors”. Proceedings of the National Academy of Sciences of the United States of America. 85 (11): 4061—5. PMC 280361 . PMID 2836869.
4. ↑  Millan MJ, Członkowski A, Lipkowski A, Herz A (1989). „Kappa-opioid receptor-mediated antinociception in the rat. II. Supraspinal in addition to spinal sites of action”. The Journal of Pharmacology and Experimental Therapeutics. 251 (1): 342—50. PMID 2571723.
5. 1 2  France CP, Medzihradsky F, Woods JH (1994). „Comparison of kappa opioids in rhesus monkeys: behavioral effects and receptor binding affinities”. The Journal of Pharmacology and Experimental Therapeutics. 268 (1): 47—58. PMID 8301589.
6. ↑  Binder W; Machelska H; Mousa S;  . (2001). „Analgesic and antiinflammatory effects of two novel kappa-opioid peptides”. Anesthesiology. 94 (6): 1034—44. PMID 11465595.
7. ↑  Privette TH, Terrian DM (1995). „Kappa opioid agonists produce anxiolytic-like behavior on the elevated plus-maze”. Psychopharmacology. 118 (4): 444—50. PMID 7568631.
8. ↑  Wall PM, Messier C (2000). „U-69,593 microinjection in the infralimbic cortex reduces anxiety and enhances spontaneous alternation memory in mice”. Brain Research. 856 (1-2): 259—80. PMID 10677636. doi:10.1016/S0006-8993(99)01990-3.
9. ↑  Wall PM, Messier C (2000). „Concurrent modulation of anxiety and memory”. Behavioural Brain Research. 109 (2): 229—41. PMID 10762693. doi:10.1016/S0166-4328(99)00177-1.
10. ↑  Soulard CD, Guerif S, Payne A, Dahl SG (1996). „Differential effects of fedotozine compared to other kappa agonists on diuresis in rats”. The Journal of Pharmacology and Experimental Therapeutics. 279 (3): 1379—85. PMID 8968362.
11. ↑  Van de Heijning BJ, Koekkoek-Van den Herik I, Van Wimersma Greidanus TB (1991). „The opioid receptor subtypes mu and kappa, but not delta, are involved in the control of the vasopressin and oxytocin release in the rat”. European Journal of Pharmacology. 209 (3): 199—206. PMID 1665795.
12. ↑  Melis MR, Stancampiano R, Gessa GL, Argiolas A (1992). „Prevention by morphine of apomorphine- and oxytocin-induced penile erection and yawning: site of action in the brain”. Neuropsychopharmacology : Official Publication of the American College of Neuropsychopharmacology. 6 (1): 17—21. PMID 1315136.

## Spoljašnje veze
|  | Molimo Vas, obratite pažnju na važno upozorenje u vezi sa temama iz oblasti medicine (zdravlja). |